# Lewis Elton
Lewis Richard Benjamin Elton, geboren als Ludwig Ehrenberg (* 25. März 1923 in Tübingen; † 29. September 2018 in Surrey) war ein deutsch-britischer Bildungsforscher.

## Leben
Geboren wurde Lewis Elton in Tübingen als Sohn des Althistorikers Victor Ehrenberg und der Lehrerin Eva Dorothea Sommer. Die jüdische Familie zog nach der Berufung des Vaters auf einen Lehrstuhl an die Deutsche Universität 1929 nach Prag und floh von dort 1939 vor den Nazis nach England. Er anglisierte 1944 seinen Namen und erwarb die britische Staatsbürgerschaft.
Elton studierte Physik und wurde 1964 Professor am Battersea College of Technology. Im Jahre 1970 wurde das College in eine Universität umgewandelt und verlegte seinen Sitz nach Guildford. Elton wurde daraufhin Professor für Höhere Bildung, was er bis 1988 blieb. Im Jahre 1994 wurde er Professor am University College London, wo er den Lehrstuhl für Forschung und Entwicklung zur Höheren Bildung gründete. 2003 wurde er zum Honorarprofessor ernannt, 2005 war er Gastprofessor in Manchester.
Elton war „Fellow“ am American Institute of Physics und der Society for Research into Higher Education. 2005 erhielt er bei der ersten Verleihung der Times Higher Awards den Lifetime Achievement Award. 2008 wurde ihm vom University College London ein Ehrendoktor (D. Litt (Education) honoris causa) verliehen.
Sein Bruder war der Historiker Geoffrey Rudolph Elton, sein Sohn ist der Komiker Ben Elton.